# Ciudadanía social
El concepto de ciudadanía social fue acuñado originariamente por Thomas H. Marshall en su obra Ciudadanía y clase social, publicada en 1950. Para Marshall la ciudadanía social es aquel status que se concede a los miembros de pleno derecho de una comunidad. Es decir, el conjunto de derechos civiles, políticos, económicos, sociales y culturales, así como una serie de deberes derivados, atribuidos a los ciudadanos de una sociedad.
Marshall distingue tres fases históricas y comunicativas
- La ciudadanía civil se remonta a los inicios de la modernidad y guarda relación con los derechos económicos.
- La ciudadanía política, característica de las sociedades burguesas del siglo del XIX, está vinculada al sufragio y al derecho a la organización política.
- La ciudadanía social aparece en la segunda mitad del siglo XX asociada a la protección social y el estado de bienestar.

Para Marshall, existe una tensión entre la ciudadanía social, que representa la integración, la igualdad, y el capitalismo, que propicia la desigualdad, la aparición de consumidores sin derechos y la estratificación social. La ciudadanía social debilita el capitalismo, aunque no puede cambiar la estructura de la distribución de la riqueza que este sistema impone. La tesis básica de Marshall es que para participar plenamente en la vida pública los ciudadanos necesitan superar cierto umbral de bienestar material y social. En otras palabras, la noción de ciudadanía no puede ser independiente de las dimensiones sociales y económicas, pues afectan decisivamente a las capacidades de deliberación política y a la cohesión social.

## Biografía
- Abramovich, V., Courtis, C. Los derechos sociales como derechos exigibles, Madrid, Trotta, 2002
- Añón, M. J., Ciudadanía social: La lucha por los derechos sociales dios
- Ferrajoli, L. Derechos y garantías. La ley del más débil, Madrid, Trotta, 1999, cap. 3
- Marshall T. H y Bottomore, T., Ciudadanía y clase social, Madrid, Alianza, 1997